# International Visitor Leadership Program
L' International Visitor Leadership Program (IVLP) est un programme d'échange (en) professionnel financé par le bureau des affaires éducatives et culturelles (en) du département d'État américain. La mission de l'IVLP est d'offrir aux dirigeants internationaux actuels et émergents l'opportunité de découvrir la richesse et la diversité de la vie politique, économique, sociale et culturelle américaine à travers des échanges soigneusement conçus qui reflètent les intérêts professionnels des participants et les objectifs de diplomatie publique du gouvernement des États-Unis (en).
L'échange rassemble chaque année aux États-Unis jusqu'à 5000 leaders professionnels émergents du monde entier pour des programmes d'une durée maximale de trois semaines. Le programme est proposé uniquement par le personnel des ambassades américaines.

## Histoire
En 1940, Nelson Rockefeller est nommé coordinateur des affaires commerciales et culturelles des républiques américaines. Il a lancé le programme d'échange de personnes avec l'Amérique latine, invitant 130 journalistes latino-américains aux États-Unis et reconnu comme le premier échange dans le cadre de ce qui allait devenir l'IVLP. En 1948, le représentant Karl E. Mundt et le sénateur H. Alexander Smith (en) ont organisé la loi sur les échanges d'informations et d'éducation (en), également connue sous le nom de loi Smith-Mundt, qui a été adoptée par le 80e Congrès des États-Unis (en) et approuvée par le président Harry S. Truman. À une époque où les Américains étaient de plus en plus préoccupés par la propagande soviétique, le but du Smith-Mundt était de « promouvoir une meilleure compréhension des États-Unis dans d'autres pays et d'accroître la compréhension mutuelle entre le peuple des États-Unis et le peuple des autres pays" par le biais d'échanges éducatifs et culturels. De cette législation est né le Programme des dirigeants étrangers, qui a finalement été regroupé dans le Programme des visiteurs internationaux ( IVP ) en 1952. En 2004, l'IVP a été rebaptisé International Visitor Leadership Program ( IVLP ),.

## Objectifs
L’objectif de l’IVLP est de :
1. cultiver des relations durables entre les professionnels actuels et émergents du monde entier et leurs homologues américains
2. offre aux faiseurs d'opinion étrangers la possibilité d'acquérir des connaissances de première main sur la société, la culture et la politique américaines[4].

## Anciens élèves notables
Les tableaux suivants répertorient les 338 chefs d'État et chefs de gouvernement actuels et anciens qui ont participé au programme de leadership des visiteurs internationaux.

### Asie de l'Est et Pacifique
| Pays                           | Nom                     | Position la plus élevée | Année de participation |
| ------------------------------ | ----------------------- | ----------------------- | ---------------------- |
| Australia                      | Julia Gillard           | premier ministre        | 2006                   |
| Australia                      | Quentin Bryce           | Gouverneur général      | 1978                   |
| Australia                      | Paul Keating            | premier ministre        | 1977                   |
| Australia                      | William Hayden          | Gouverneur général      | 1970                   |
| Australia                      | Malcolm Fraser          | premier ministre        | 1964                   |
| Australia                      | Gough Whitlam           | premier ministre        | 1964                   |
| Cook Islands                   | Terepai Maoate          | premier ministre        | 1987                   |
| Federated States of Micronesia | Tosiwo Nakayama         | Président               | 1961                   |
| Fiji                           | Kamisese Mara           | Président par intérim   | 1964                   |
| Fiji                           | Penaia Ganilau          | Président               | 1963                   |
| Fiji                           | George Cakobau          | Gouverneur général      | 1964                   |
| Indonesia                      | Megawati Sukarnoputri   | Président               | 1989                   |
| Indonesia                      | Abdurrahman Wahid       | Président               | 1979                   |
| Japan                          | Naoto Kan               | premier ministre        | 1981, 1980             |
| Japan                          | Yukio Hatoyama          | premier ministre        | 1988                   |
| Japan                          | Morihiro Hosokawa       | premier ministre        | 1980                   |
| Japan                          | Toshiki Kaifu           | premier ministre        | 2000, 1962             |
| Malaysia                       | Mahathir bin Mohamad    | premier ministre        | 1973                   |
| Malaysia                       | Abdul Razak             | premier ministre        | 1963, 1953             |
| Mongolia                       | Nambaryn Enkhbayar      | Président               | 1994                   |
| New Zealand                    | Helen Clark             | premier ministre        | 1998                   |
| New Zealand                    | Jenny Shipley           | premier ministre        | 1989                   |
| New Zealand                    | David Lange             | premier ministre        | 1983                   |
| New Zealand                    | Norman Kirk             | premier ministre        | 1971, 1962             |
| New Zealand                    | Rob Muldoon             | premier ministre        | 1965                   |
| New Zealand                    | Wallace E. Rowling      | premier ministre        | 1967                   |
| New Zealand                    | Jack Marshall           | premier ministre        | 1958                   |
| Palau                          | Lazarus Salii           | Président               | 1968                   |
| Papua New Guinea               | Ignatius Kilage         | Governor-General        | 1976                   |
| Papua New Guinea               | Michael Somare          | premier ministre        | 1971                   |
| Philippines                    | Gloria Macapagal Arroyo | Président               | 1964                   |
| Philippines                    | Sara Duterte            | Vice President          | 2020                   |
| Samoa                          | Vaai Kolone             | premier ministre        | 1981                   |
| Singapore                      | Wee Kim Wee             | Président               | 1964                   |
| Singapore                      | Devan Nair              | Président               | 1979                   |
| South Korea                    | Kim Dae-jung            | Président               | 1965                   |
| South Korea                    | Kim Yong-sam            | Président               | 1964                   |
| South Korea                    | Han Seung-soo           | premier ministre        | 1977                   |
| South Korea                    | Hyun Seung-jong         | Acting Prime Minister   | 1971                   |
| South Korea                    | Lee Yung-duk            | premier ministre        | 1966                   |
| South Korea                    | Kim Sang-hyup           | premier ministre        | 1970, 1960             |
| South Korea                    | Nam Duck-woo            | premier ministre        | 1975                   |
| South Korea                    | Chung Il-kwon           | premier ministre        | 1971                   |
| South Korea                    | Lee Han-key             | premier ministre        | 1972                   |
| South Korea                    | Choi Doo-sun            | premier ministre        | 1950                   |
| Taiwan                         | Ma Ying-jeou            | Président               | 2003, 1971             |
| Taiwan                         | Chen Shui-bian          | Président               | 1990                   |
| Thailand                       | Chuan Leekpai           | premier ministre        | 1971                   |
| Tonga                          | Taufa'ahau Tupou IV     | Roi                     | 1964                   |
| Tonga                          | Fatafehi Tu'ipelehake   | premier ministre        | 1968                   |
| Vanuatu                        | Walter Lini             | premier ministre        | 1976                   |

### Europe
| Pays/Région       | Nom                          | Position la plus élevée    | Année de participation |
| ----------------- | ---------------------------- | -------------------------- | ---------------------- |
| Albanie           | Bashkim Fino                 | premier ministre           | 1996, 1995             |
| Autriche          | Heinz Fischer                | Président                  | 1964                   |
| Autriche          | Alfred Gusenbauer            | Chancelier                 | 1987                   |
| Autriche          | Wolfgang Schüssel            | Chancelier                 | 1984, 1971             |
| Autriche          | Franz Vranitzky              | Chancelier                 | 1975                   |
| Autriche          | Bruno Kreisky                | Chancelier                 | 1958                   |
| Autriche          | Fred Sinowatz                | Chancelier                 | 1965                   |
| Belgique          | Yves Leterme                 | premier ministre           | 1983                   |
| Belgique          | Guy Verhofstadt              | premier ministre           | 1983                   |
| Belgique          | Wilfried Martens             | premier ministre           | 1971                   |
| Belgique          | Leo Tindemans                | premier ministre           | 1967                   |
| Belgique          | Mark Eyskens                 | premier ministre           | 1984                   |
| Bulgarie          | Sergei Stanishev             | premier ministre           | 2004                   |
| Bulgarie          | Zhan Videnov                 | premier ministre           | 1992                   |
| Bulgarie          | Philip Dimitrov              | premier ministre           | 1990                   |
| Croatie           | Zoran Milanovic              | premier ministre           | 1996                   |
| Croatie           | Ivo Josipović                | Président                  | 2002                   |
| Croatie           | Ivica Racan                  | premier ministre           | 1998                   |
| Croatie           | Zlatko Tomčić                | Président                  | 1998                   |
| Chypre            | Tassos Papadopoulos          | Président                  | 1968                   |
| Tchéquie          | Petr Nečas                   | premier ministre           | 1999, 1994             |
| Danemark          | Lars Løkke Rasmussen         | premier ministre           | 1989                   |
| Danemark          | Anders Fogh Rasmussen        | premier ministre           | 1982                   |
| Danemark          | Poul Nyrup Rasmussen         | premier ministre           | 1985                   |
| Estonie           | Juhan Parts                  | premier ministre           | 2005, 1992             |
| Finlande          | Sauli Niinistö               | Président                  | 1992                   |
| Finlande          | Tarja Halonen                | Président                  | 1983                   |
| Finlande          | Jyrki Katainen               | premier ministre           | 2003                   |
| Finlande          | Matti Vanhanen               | premier ministre           | 1993                   |
| Finlande          | Paavo Lipponen               | premier ministre           | 1974                   |
| Finlande          | Esko Aho                     | premier ministre           | 1979                   |
| Finlande          | Harri Holkeri                | premier ministre           | 1970                   |
| Finlande          | Anneli Tuulikki Jaatteenmaki | premier ministre           | 1995                   |
| France            | Nicolas Sarkozy              | Président                  | 1985                   |
| France            | François Fillon              | premier ministre           | 1984                   |
| France            | Lionel Jospin                | premier ministre           | 1977                   |
| France            | Alain Juppé                  | premier ministre           | 1978                   |
| France            | Raymond Barre                | premier ministre           | 1965                   |
| France            | Pierre Bérégovoy             | premier ministre           | 1977                   |
| France            | Valéry Giscard d'Estaing     | Président                  | 1956                   |
| France            | Jacques Chaban-Delmas        | premier ministre           | 1961                   |
| France            | Michel Debré                 | premier ministre           | 1956                   |
| Géorgie           | Mikheil Saakashvili          | Président                  | 1999                   |
| Géorgie           | Zurab Noghaideli             | premier ministre           | 1997                   |
| Géorgie           | Zurab Zhvania                | premier ministre           | 1997                   |
| Allemagne         | Joachim Gauck                | Président                  | 1993                   |
| Allemagne         | Christian Wulff              | Président                  | 2000                   |
| Allemagne         | Gerhard Schröder             | Chancelier                 | 1981                   |
| Allemagne         | Richard von Weizsäcker       | Président                  | 1978                   |
| Allemagne         | Walter Scheel                | Président                  | 1951                   |
| Allemagne         | Karl Carstens                | Président                  | 1950                   |
| Allemagne         | Kurt Georg Kiesinger         | Chancelier                 | 1954                   |
| Allemagne         | Willy Brandt                 | Chancelier                 | 1954                   |
| Allemagne         | Helmut Schmidt               | Chancelier                 | 1956                   |
| Grèce             | Konstandinos Karamanlis      | premier ministre           | 1995                   |
| Grèce             | Constantine Mitsotakis       | premier ministre           | 1959                   |
| Grèce             | Constantine Karamanlis       | Président                  | 1951                   |
| Grèce             | Constantine Tsatsos          | Président                  | 1952                   |
| Grèce             | George Rallis                | premier ministre           | 1958, 1953             |
| Hongrie           | Gyula Horn                   | premier ministre           | 1981                   |
| Hongrie           | József Antall                | premier ministre           | 1989                   |
| Islande           | Geir Haarde                  | premier ministre           | 1985                   |
| Islande           | David Oddsson                | premier ministre           | 1983                   |
| Islande           | Thorsteinn Palsson           | premier ministre           | 1984                   |
| Islande           | Kristjan Eldjarn             | Président                  | 1957                   |
| Irlande           | Enda Kenny                   | premier ministre           | 1989                   |
| Irlande           | Mary Robinson                | Président                  | 1976                   |
| Irlande           | John Bruton                  | premier ministre           | 1980                   |
| Italie            | Oscar Luigi Scalfaro         | Président                  | 1960                   |
| Italie            | Francesco Cossiga            | Président                  | 1966                   |
| Italie            | Giuseppe Saragat             | Président                  | 1963                   |
| Italie            | Mario Monti                  | premier ministre           | 1981                   |
| Italie            | Romano Prodi                 | premier ministre           | 1979                   |
| Italie            | Giovanni Goria               | premier ministre           | 1981                   |
| Italie            | Giovanni Spadolini           | premier ministre           | 1952                   |
| Italie            | Arnaldo Forlani              | premier ministre           | 1960                   |
| Kosovo            | Fatmir Sejdiu                | Président                  | 2003                   |
| Kosovo            | Bajram Kosumi                | premier ministre           | 2001                   |
| Kosovo            | Bajram Rexhepi               | premier ministre           | 2000                   |
| Lituanie          | Dalia Grybauskaitė           | Président                  | 1994                   |
| Lituanie          | Gediminas Kirkilas           | Président                  | 2002, 1993             |
| Lituanie          | Arturas Paulauskas           | Président                  | 1992                   |
| Luxembourg        | Jacques Santer               | premier ministre           | 1973                   |
| Macédoine du Nord | Nikola Gruevski              | premier ministre           | 2000                   |
| Macédoine du Nord | Boris Trajkovski             | Président                  | 1996                   |
| Macédoine du Nord | Ljubco Georgievski           | premier ministre           | 1996                   |
| Malte             | Joseph Muscat                | premier ministre           | 1984                   |
| Malte             | Edward Fenech Adami          | Président                  | 1974, 1975             |
| Malte             | Guido de Marco               | Président                  | 1973                   |
| Malte             | Lawrence Gonzi               | premier ministre           | 1990                   |
| Malte             | Ugo Mifsud Bonnici           | Président                  | 1971                   |
| Malte             | Dominic Mintoff              | premier ministre           | 1965                   |
| Moldavie          | Nicolae Timofti              | Président                  | 2005                   |
| Moldavie          | Petru Lucinschi              | Président                  | 1995                   |
| Monténégro        | Igor Lukšić                  | premier ministre           | 1999                   |
| Pays-Bas          | Jan Peter Balkenende         | premier ministre           | 1985                   |
| Pays-Bas          | Willem Kok                   | premier ministre           | 1978                   |
| Pays-Bas          | Joop den Uyl                 | premier ministre           | 1953, 1979             |
| Norvège           | Erna Solberg                 | premier ministre           | 1996                   |
| Norvège           | Jens Stoltenberg             | premier ministre           | 1988                   |
| Norvège           | Thorbjorn Jagland            | premier ministre           | 1982                   |
| Norvège           | Kjell Magne Bondevik         | premier ministre           | 1971                   |
| Norvège           | Jan P. Syse                  | premier ministre           | 1978                   |
| Norvège           | Kare Willoch                 | premier ministre           | 1979                   |
| Pologne           | Beata Szydło                 | premier ministre           | 2004                   |
| Pologne           | Bronislaw Komorowski         | Président                  | 2006                   |
| Pologne           | Donald Tusk                  | premier ministre           | 1995                   |
| Pologne           | Hanna Suchocka               | premier ministre           | 1988                   |
| Pologne           | Mieczysław Rakowski          | premier ministre           | 1978                   |
| Pologne           | Kazimierz Marcinkiewicz      | premier ministre           | 2000                   |
| Pologne           | Aleksander Kwasniewski       | Président                  | 1994                   |
| Portugal          | Aníbal Cavaco Silva          | Président                  | 1978                   |
| Portugal          | Jorge Sampaio                | Président                  | 1965                   |
| Portugal          | Mario Alberto Soares         | Président                  | 1976                   |
| Portugal          | António Guterres             | premier ministre           | 1978                   |
| Portugal          | Francisco Pinto Balsemao     | premier ministre           | 1965                   |
| Roumanie          | Victor Ciorbea               | premier ministre           | 1995                   |
| Slovénie          | Borut Pahor                  | premier ministre           | 1991                   |
| Slovénie          | Janez Drnovšek               | Président                  | 1988                   |
| Espagne           | Eduardo Madina               | Deputy                     |                        |
| Suède             | Fredrik Reinfeldt            | premier ministre           | 2002                   |
| Suède             | Carl Bildt                   | premier ministre           | 1973                   |
| Suisse            | Moritz Leuenberger           | Président                  | 1993                   |
| Suisse            | Andri Silberschmidt          | National Councilor         | 2019                   |
| Turquie           | Abdullah Gul                 | Président                  | 1995                   |
| Turquie           | Suleyman Demirel             | Président                  | 1957                   |
| Ukraine           | Leonid Kuchma                | Président                  | 1994                   |
| Ukraine           | Leonid Kravchuk              | Président                  |                        |
| Royaume-Uni       | Gordon Brown                 | premier ministre           | 1992, 1984             |
| Royaume-Uni       | Tony Blair                   | premier ministre           | 1992, 1986             |
| Royaume-Uni       | Margaret Thatcher            | premier ministre           | 1967                   |
| Royaume-Uni       | Edward Heath                 | premier ministre           | 1953                   |
| Royaume-Uni       | Humza Yousaf                 | First Minister of Scotland | 2008                   |

### Afrique du Nord, Proche-Orient, Asie du Sud et Asie centrale
| Pays                     | Nom                                 | Position la plus élevée        | Année de participation |      |
| ------------------------ | ----------------------------------- | ------------------------------ | ---------------------- | ---- |
| Afghanistan              | Hamid Karzai                        | Président                      | 1987                   |      |
| Bangladesh               | Fakhruddin Ahmed                    | Chief Advisor                  | 1977                   |      |
| Bangladesh               | Sheikh Mujibur Rahman               | premier ministre               | 1952                   |      |
| Bhutan                   | Jigme Thinley                       | premier ministre               | 1987                   |      |
| Bhutan                   | Khandu Wangchuk                     | premier ministre               | 1993                   |      |
| Egypt                    | Anwar Sadat                         | Président                      | 1968                   |      |
| Egypt                    | Ahmed Nazif                         | premier ministre               | 1990                   |      |
| Egypt                    | Ahmad Fuad Mohieddin                | premier ministre               | 1977                   |      |
| India                    | Pratibha Patil                      | Président                      | 1999, 1986             |      |
| India                    | Narendra modi                       | Premier ministre               | 1993                   |      |
| India                    | Atal Bihari Vajpayee                | premier ministre               | 1960                   |      |
| India                    | Indira Gandhi                       | premier ministre               | 1961                   |      |
| India                    | Morarji Desai                       | premier ministre               | 1962                   |      |
|                          | Arun Daniel Yellamaty               | Founder Youngistaan Foundation | 2022                   |      |
| Israel                   | Moshe Katzav                        | Président                      | 1980                   |      |
| Israel                   | Ehud Olmert                         | premier ministre               | 1978                   |      |
| Jordan                   | Adnan Badran                        | premier ministre               | 1977                   |      |
| Jordan                   | Faisal al-Fayez                     | premier ministre               | 1988                   |      |
| Jordan                   | Abdelsalam al-Majali                | premier ministre               | 1969                   |      |
| Kyrgyzstan               | Kurmanbek Bakiyev                   | Président                      | 2004                   |      |
| Lebanon                  | Amin Gemayel                        | Président                      | 1979, 1972             |      |
| Lebanon                  | Elias Sarkis                        | Président                      | 1971                   |      |
| Lebanon                  | Zaven Kouyoumdjian                  | Media Personality              | 2006                   |      |
| Lebanon                  | Morocco                             | Azzedine Laraki                | premier ministre       | 1986 |
| Maati Bouabid            | Morocco                             | premier ministre               | 1965, 1961             |      |
| Nepal                    | Krishna Prasad Bhattarai            | premier ministre               | 1993                   |      |
| Nepal                    | Sher Bahadur Deuba                  | premier ministre               |                        |      |
| Pakistan                 | Ghulam Ishaq Khan                   | Président                      | 1949                   |      |
| Pakistan                 | Sri Lanka                           | Mahinda Rajapakse              | Président              | 1989 |
| Ranil Wickremesinghe     | Sri Lanka                           | premier ministre               | 1988, 1981             |      |
| Ratnasiri Wickremanayake | Sri Lanka                           | premier ministre               | 1975                   |      |
| Ranasinghe Premadasa     | Sri Lanka                           | Président                      | 1966                   |      |
| Tunisia                  | Mohamed Mzali                       | premier ministre               | 1964                   |      |
| Qatar                    | Hamad bin Jassim bin Jaber Al Thani | premier ministre               | 1989                   |      |

### Afrique sub-saharienne
| Pays                     | Nom                        | Position la plus élevée | Année de participation |
| ------------------------ | -------------------------- | ----------------------- | ---------------------- |
| Benin                    | Nicephore Soglo            | Président               | 1997                   |
| Botswana                 | Festus G. Mogae            | Président               | 1976                   |
| Botswana                 | Quett Masire               | Président               | 1975                   |
| Burkina Faso             | Roch Marc Christian Kaboré | Président               | 1999, 1986             |
| Central African Republic | Andre-Dieudonne Kolingba   | Président               | 1966                   |
| Chad                     | Youssouf Saleh Abbas       | premier ministre        | 1999                   |
| Chad                     | Nagoum Yamassoum           | premier ministre        | 1992                   |
| Côte d'Ivoire            | Laurent Gbagbo             | Président               | 1993                   |
| Côte d'Ivoire            | Daniel Kablan Duncan       | premier ministre        | 1974                   |
| Ghana                    | John Kufuor                | Président               | Late 1960s             |
| Guinea                   | Alpha Condé                | Président               | 1962                   |
| Guinea                   | Lamine Sidimé              | premier ministre        | 1992                   |
| Kenya                    | Mwai Kibaki                | Président               | 1999                   |
| Kenya                    | Daniel arap Moi            | Président               | 1969                   |
| Lesotho                  | 'Mamohato Seeiso           | Queen                   | 1993                   |
| Madagascar               | Didier Ratsiraka           | Président               | 1973                   |
| Madagascar               | Philibert Tsiranana        | Président               | 1964                   |
| Malawi                   | Joyce Banda                | Président               | 1989                   |
| Malawi                   | Bakili Muluzi              | Président               | 1980                   |
| Mali                     | Alpha Oumar Konaré         | Président               | 1978                   |
| Mauritius                | Anerood Jugnauth           | Président               | 1981                   |
| Mauritius                | Navinchandra Ramgoolam     | premier ministre        | 1986                   |
| Mauritius                | Karl Offmann               | Président               | 1985                   |
| Mauritius                | Veerasamy Ringadoo         | Gouverneur général      | 1982                   |
| Mauritius                | Dayendranath Burrenchobay  | Gouverneur général      | 1969                   |
| Mozambique               | Armando Guebuza            | Président               | 1987                   |
| Mozambique               | Pascoal Mocumbi            | premier ministre        | 1986                   |
| Namibia                  | Nahas Angula               | premier ministre        | 1996                   |
| Niger                    | Seyni Oumarou              | premier ministre        | 1990                   |
| Niger                    | Hama Amadou                | premier ministre        | 1986                   |
| Nigeria                  | Alex Ifeanyichukwu Ekwueme | Vice President          |                        |
| Rwanda                   | Sylvestre Nsanzimana       | premier ministre        | 1986                   |
| South Africa             | Frederik Willem de Klerk   | Président               | 1976                   |
| Senegal                  | Mame Madior Boye           | premier ministre        | 1975                   |
| Seychelles               | France-Albert René         | Président               | 1967                   |
| Swaziland                | Obed Dlamini               | premier ministre        | 1986                   |
| Tanzania                 | Julius Nyerere             | Président               | 1960                   |
| Togo                     | Faure Gnassingbé           | Président               | 2001                   |
| Togo                     | Yawovi Agboyibo            | premier ministre        | 1997                   |
| Togo                     | Edem Kodjo                 | premier ministre        | 1972                   |
| Togo                     | Joseph Kokou Koffigoh      | premier ministre        | 1990                   |
| Uganda                   | Amama Mbabazi              | premier ministre        | 2011                   |
| Zambia                   | Kebby Musokotwane          | premier ministre        | 1979                   |
| Zimbabwe                 | Morgan Tsvangirai          | premier ministre        | 1989                   |

### hémisphère occidental
| Pays                             | Nom                       | Position la plus élevée | Année de participation |
| -------------------------------- | ------------------------- | ----------------------- | ---------------------- |
| Argentina                        | Fernando de la Rúa        | Président               | 1966                   |
| Argentina                        | Raúl Alfonsín             | Président               | 1981                   |
| Barbados                         | Owen Arthur               | premier ministre        | 1988                   |
| Barbados                         | Lloyd Erskine Sandiford   | premier ministre        | 1975                   |
| Barbados                         | Tom Adams                 | premier ministre        | 1973                   |
| Belize                           | Said Musa                 | premier ministre        | 1995                   |
| Bolivia                          | Carlos Mesa               | Président               | 2002, 1979             |
| Brazil                           | Dilma Rousseff            | Président               | 1992                   |
| Brazil                           | José Sarney               | Président               | 1964                   |
| Canada                           | Edward Schreyer           | Gouverneur général      | 1978                   |
| Chile                            | Ricardo Lagos             | Président               | 1988                   |
| Chile                            | Marco Antonio Díaz        | Mayor                   | 2021                   |
| Colombia                         | Álvaro Uribe              | Président               | 1998                   |
| Colombia                         | Ernesto Samper            | Président               | 1985                   |
| Colombia                         | César Gaviria             | Président               | 1982                   |
| Colombia                         | Belisario Betancur        | Président               | 1952                   |
| Colombia                         | Julio César Turbay Ayala  | Président               | 1977                   |
| Costa Rica                       | Óscar Arias               | premier ministre        | 1971                   |
| Dominica                         | Nicholas Liverpool        | Président               | 1985                   |
| Dominica                         | Eugenia Charles           | premier ministre        | 1995                   |
| Dominica                         | Patrick John              | premier ministre        | 1979                   |
| Dominican Republic               | Danilo Medina             | Président               | 1991                   |
| Dominican Republic               | Hipólito Mejía            | Président               | 1995                   |
| Dominican Republic               | Salvador Jorge Blanco     | Président               | 1979                   |
| Ecuador                          | Gustavo Noboa             | Président               | 1960                   |
| Ecuador                          | Jamil Mahuad              | Président               | 1985                   |
| Ecuador                          | Rosalía Arteaga           | Président               | 1993                   |
| Ecuador                          | Rodrigo Borja             | Président               | 1962                   |
| El Salvador                      | Armando Calderón Sol      | Président               | 1986                   |
| El Salvador                      | Alfredo Cristiani         | Président               | 1986                   |
| Grenada                          | Paul Scoon                | Gouverneur général      | 1972                   |
| Guyana                           | Hamilton Green            | premier ministre        | 1967                   |
| Guyana                           | Ptolemy Reid              | Président               | 1966                   |
| Guatemala                        | Vinicio Cerezo            | Président               | 1976                   |
| Guatemala                        | Alfonso Portillo          | Président               | 1992                   |
| Guatemala                        | Álvaro Arzú               | Président               | 1982                   |
| Guatemala                        | Ramiro de León Carpio     | Président               | 1988                   |
| Haiti                            | Jacques-Édouard Alexis    | premier ministre        | 1983                   |
| Haiti                            | Ertha Pascal-Trouillot    | Président               | 1980                   |
| Haiti                            | Leslie Manigat            | Président               | 1959                   |
| Honduras                         | Ricardo Maduro            | Président               | 1986                   |
| Honduras                         | Carlos Roberto Reina      | Président               | 1993                   |
| Honduras                         | Rafael Leonardo Callejas  | Président               | 1986                   |
| Honduras                         | José Azcona del Hoyo      | Président               | 1985                   |
| Jamaica                          | Portia Simpson-Miller     | premier ministre        | 1981                   |
| Jamaica                          | Howard Cooke              | Gouverneur général      | 1981                   |
| Jamaica                          | Donald Sangster           | premier ministre        | 1960                   |
| Mexico                           | Felipe Calderón           | Président               | 1992                   |
| Paraguay                         | Nicanor Duarte            | Président               | 1989                   |
| Peru                             | Jorge Del Castillo        | premier ministre        | 1988                   |
| Peru                             | Beatriz Merino            | premier ministre        | 1997                   |
| Peru                             | Vladimiro Montesinos      | Intelligence chief      | 1976                   |
| Saint Kitts and Nevis            | Denzil Douglas            | premier ministre        | 1990                   |
| Saint Kitts and Nevis            | Simeon Daniel             | Premier                 | 1980                   |
| Saint Kitts and Nevis            | Lee Moore                 | Premier                 | 1972                   |
| Saint Lucia                      | Stephenson King           | premier ministre        | 1985                   |
| Saint Vincent and the Grenadines | James Fitz-Allen Mitchell | premier ministre        | 1973                   |
| Suriname                         | Ronald Venetiaan          | Président               | 1981                   |
| Suriname                         | Ramsewak Shankar          | Président               | 1978                   |
| Trinidad and Tobago              | George Richards           | Président               | 1986                   |
| Trinidad and Tobago              | Kamla Persad-Bissessar    | premier ministre        | 1998                   |
| Trinidad and Tobago              | Patrick Manning           | premier ministre        | 1988                   |
| Trinidad and Tobago              | Basdeo Panday             | premier ministre        | 1978                   |
| Trinidad and Tobago              | Michael Williams          | Président               | 1988                   |
| Uruguay                          | Tabaré Vázquez            | Président               | 1993                   |
| Uruguay                          | Washington Beltrán        | Président               | 1976                   |
| Uruguay                          | Julio María Sanguinetti   | Président               | 1984                   |
| Uruguay                          | Luis Alberto Lacalle      | Président               | 1968                   |
| Venezuela                        | Rafael Caldera            | Président               | 1962                   |
| Venezuela                        | Luis Herrera Campins      | Président               | 1967                   |

## Agences impliquées
L'IVLP fonctionne grâce à un accord de coopération avec plusieurs agences de programme nationales et Global Ties US (en), comprenant des organisations dans 45 États, qui organisent les itinéraires pour les participants aux échanges IVLP.
- CRDF Global (en)
- Perspectives culturelles
- FHI360
- Institut d'éducation internationale
- Centre international Méridien
- Consortium du Mississippi pour le développement international
- Conseils américains pour l'éducation internationale
- Apprentissage mondial